# Campeche (by)
 For alternative betydninger, se Campeche. (Se også artikler, som begynder med Campeche)
Campeche (også kendt som San Francisco de Campeche) er en by i delstaten af samme navn, Campeche, med et indbyggertal på 249.623 (2020) indbyggere. Den befinder sig på Yucatán-halvøen  på kysten ved den Mexicanske Golf på breddegrad 19.85°N og længdegrad 90.53°V,.
Campeche blev grundlagt i 1540 af spanske conquistadorer som San Francisco de Campeche, oven på den allerede eksisterende maya-by Canpech eller Kimpech. Den præ-columbianske by menes at have haft 3.000 huse og forskellige monumenter, hvoraf kun lidt er bevaret. 
Byen har stadig mange af de gamle bymure og befæstninger fra den spanske kolonitid, som beskyttede den (ikke altid med held) mod pirater og fribyttere. På grund af bevaringsniveauet og kvaliteten af dens arkitektur, kom byen i 1999 på UNESCO's verdensarvsliste. 
Campeche var en vigtig havneby i Yucatan indtil midten af det 19. århundrede, hvor den blev overhalet af Sisal og siden Progreso. 
Historisk er byen den næststørste og vigtigste på halvøen (efter Mérida) indtil slutningen af det 20. århundrede og den forøgede udvikling i Quintana Roo. I 1840'erne havde byen et indbyggertal på omkring 21.000.